# شوكة (أداة)
الشوكة اسم لأداة تستخدم في تناول الطعام. قد تعرف قديماً على أنها اسْتُخْدِمَت من قبل الطبقات الغنية والوسطى في المجتمعات الغربية. ظهرت الشوكة في شمال إيطاليا ثم بدأ استعمالها في باقي قارة أوروبا. دخلت على الموائد العربية فأصبحت من التزويدات المُهمة للطعام، وتتكون من عدد من الرؤوس الحادة أو شبه الحادة (شوكتان أو أربع) وتستخدم لتحريك أو حمل الطعام.
تصنع الشوكة من مواد مختلفة منها المعدنية ومنها البلاستيكية المصنوعة لتستخدم مرة واحدة، ومنها ما هو ثمين ومصنوع من الفضة أو الذهب.